# Bioterroryzm
Bioterroryzm – rodzaj terroryzmu definiowany jako bezprawne, nielegalne użycie czynników biologicznych wobec ludzi z zamiarem wymuszenia jakiegoś działania lub zastraszenia rządu, ludności cywilnej, lub jakiejkolwiek jej części, dla osiągnięcia celów osobistych, politycznych, społecznych lub religijnych. Czynnikiem rażenia są mikroorganizmy, bakterie (riketsje), grzyby, toksyny, produkowane przez niektóre mikroorganizmy, a także trucizny roślinne. Często, wyżej wymienione środki, są dodatkowo modyfikowane, aby stanowiły jeszcze większe zagrożenie dla zdrowia i życia ludzi, zwierząt, a także roślin. Drobnoustroje chorobotwórcze mogą być przenoszone za pomocą pocisków rakietowych, bomb lotniczych, pojemników czy przesyłek listowych. Rozprzestrzenianiu się szkodliwych substancji sprzyjają także, wcześniej zarażeni, naturalni nosiciele – owady: pchły, pluskwy, wszy odzieżowe, muchy, komary oraz pajęczaki: kleszcze. Mogą one przenosić drobnoustroje bezpośrednio na ludzi, wodę bądź żywność. Bezobjawowi nosiciele danej choroby zakaźnej są w stanie łatwo przemieszczać się na duże odległości.
Słowo bioterroryzm w języku polskim jest współczesnym zapożyczeniem językowym.

## Podział niebezpiecznych czynników biologicznych
Naukowcy z Ośrodka Kontroli Chorób (Center for Disease Control – CDC) podzielili niebezpieczne czynniki biologiczne na 3 kategorie:
- Kategoria A – to patogeny najwyższego priorytetu charakteryzujące się łatwością rozprzestrzeniania, a tym samym wywoływania wysokiej śmiertelności, co nakłada obowiązek specjalnego zabezpieczenia. Drobnoustroje te wywołują następujące choroby: wąglik, botulizm, tularemia, dżuma, gorączka Lassa, liczne gorączki krwotoczne, ospa prawdziwa.
- Kategoria B – to patogeny najwyższego priorytetu drugiego rzędu, o umiarkowanie łatwym rozsiewaniu, umiarkowanej zachorowalności i umieralności, ale wymagające wzmożonego nadzoru. Drobnoustroje z tej grupy wywołują takie choroby jak: choroba Banga, nosacizna, melioidoza, gorączka Q, gorączka plamista, tyfus plamisty, kokcydioidomikoza, zachodnie końskie zapalenie mózgu i rdzenia.
- Kategoria C – to czynniki najwyższego priorytetu trzeciego rzędu, do którego należą patogeny nowo pojawiające się, które mogą być przedmiotem manipulacji w zakresie inżynierii genetycznej w celu masowego rozsiewania. Są one w zasadzie łatwo dostępne i łatwo rozprzestrzeniające się, a tym samym mogą powodować wysoką zachorowalność i śmiertelność[4].

## Cechy niebezpiecznych czynników biologicznych[5]
- wysoka śmiertelność (np. wąglik ok. 80%, gorączka krwotoczna Ebola ok. 76%);
- łatwość uzyskania i produkcji masowej;
- mała masa cząsteczek ułatwiająca dyspersję (1‐5mm) w formie aerozolu;
- możliwość zakażenia przez kontakt bezpośredni;
- brak skutecznego leczenia;
- brak szczepionek.

## Zagrożenie bioterrorystyczne
Ataki bioterrorystyczne są trudne do wykrycia, gdyż mikroorganizmy są łatwe do ukrycia i transportu, a już niewielka ich ilość jest groźna i skuteczna. Są to środki, które łatwo można rozpylić w miejscach publicznych: teatrze, metrze, hali sportowej. Nie jest problemem zanieczyszczenie wody w wodociągach czy produktów spożywczych w fabrykach. Łatwo rozpylić je także z wysokich budynków czy mostów. Jednocześnie kilkudniowy okres utajnienia pozwala oddalić się terroryście z miejsca przestępstwa. W związku z tym narasta problem „niewidoczności” potencjalnego przeciwnika, a do tego bioterroryzm wydaje się lepiej sprawdzać wśród mniejszych grup terrorystycznych, co także stanowi duży problem dla grup antyterrorystycznych walczących z tym zjawiskiem.
Rzadkie dotąd stosowanie broni biologicznej wynika z kilku przyczyn. Wielu potencjalnych bioterrorystów nie posiada wiedzy oraz możliwości technicznych niezbędnych do jej produkcji. Pewnym ograniczeniem jest zagrożenie dla samego atakującego, albowiem broń biologiczna jest bronią obosieczną. Od momentu „uwolnienia” zarazków nad atakowanym obszarem traci się nad nimi kontrolę i możliwość sterowania. Zarówno organizacje terrorystyczne, jak i rządy państw są niechętne stosowaniu czynników biologicznych, ponieważ są one nieprzewidywalne. Na skutek mutacji, cechy składające się na zjadliwość wirusów czy bakterii ulegają wzmocnieniu lub osłabieniu. Nowe właściwości patogenów mogą się diametralnie różnić od przewidzianych w chwili ataku. Poza tymi aspektami, ważny element stanowi moralna odraza wobec użycia broni biologicznej. Istnieje duże prawdopodobieństwo, że powodowane przez nią cierpienia oraz jej nie dające się ograniczyć działanie zniechęcają terrorystów do jej użycia. Skutki wykorzystania broni biologicznej mogłyby bowiem na zawsze zrazić społeczeństwo do sprawy, która była przyczyną ataku.

## Historia
Pierwszym znaczącym atakiem bioterroryzmu było, w 1984 roku, zatrucie salmonellą barów sałatkowych w The Dalles, w stanie Oregon. Autorem tego ataku była organizacja „Kult Rajneeshee”. W wyniku tego zbiorowego zatrucia zachorowało 751 osób. Dopiero po roku odkryto, że w ten sposób terroryści chcieli uniemożliwić udział w wyborach.
W 1991 roku FBI udaremniło zamach terrorystyczny zorganizowany przez Minnesota Patriots Council. Ugrupowanie to chciało wywołać szkody przez użycie rycyny w postaci aerozolu i kremu.
W latach 1998–2000 wiele skrajnie prawicowych organizacji wysyłało listy, rzekomo zawierając wąglika, do amerykańskich klinik, w których były przeprowadzane zabiegi aborcji.
Zagrożenie atakiem biologicznym ze strony terrorystów w Stanach Zjednoczonych wzrosło zdecydowanie po atakach na World Trade Center z 11 września 2001 roku. Amerykanie masowo zaczęli zaopatrywać się w antybiotyki, przewidując możliwość ataków z użyciem wąglika. Lęk ten nie był bezpodstawny, ponieważ na terenie New Jersey stwierdzono przypadki wysyłania listów skażonych przetrwalnikami wąglika. Wąglik spowodował 5 ofiar śmiertelnych, a co najmniej 17 osób zachorowało. Zostały zamknięte liczne skażone obiekty, w tym między innymi budynek Sądu Najwyższego, biura kongresu, urzędy pocztowe.